# 192-я подвижная авиационная ремонтная мастерская
192-я подвижная авиационная ремонтная мастерская (192-я ПАвиаРМ) — воинская часть Военно-воздушных сил Советской Армии Вооружённых Сил СССР. 
Подвижная авиаремонтная мастерская выполняла ремонт самолётов и вертолётов на местах базирования.

## История
К сожалению, имеющиеся источники дают разное местонахождение мастерской в период пребывания в составе ОКСВА.
Мастерская вошла в состав 40-й армии Ограниченного контингента советских войск в Афганистане 30 июня 1981 года.
Мастерская располагалась в г. Шинданд с 01.08.1983 по 26.05.1988.
В 1986—1988 годах на аэродроме в г. Кандагар мастерская производила ремонт самолётов и вертолётов воинских частей:
- Отдельного истребительного авиационного полка 40-й армии на самолётах МиГ-21бис и МиГ-21ПФМ (с 1980);
- 982-го истребительного авиационного полка на самолётах-истребителях МиГ-23 (1984—1986);
- 979-го истребительного авиационного полка на самолётах-истребителях МиГ-23 (МиГ-23МЛ) (1986—1988).
- 280-го отдельного вертолётного полка на вертолётах Ми-6, Ми-8 и Ми-24 (с 1980);
- 366-го истребительного авиационного полка ВВС Афганистана на самолётах-истребителях Миг-21 (с 1984);
- Эскадрильи 378-го отдельного штурмового авиационного полка на самолётах-штурмовиках Су-25 (с 1984);
- Отряда 205-й отдельной вертолётной эскадрильи на вертолётах Ми-8МТ и Ми-24 (с 1986).[3]